# Mstislav de Chernígov
Mstislav de Cherníhiv  (en ucraniano: Мстислав Володимирович Хоробрий) fue el primer gobernante atestiguado de Cherníhiv . Era hijo de Vladimiro el Grande y probablemente de Rogneda de Pólatsk, aunque su posición exacta en la familia es motivo de disputa, porque Vladimir, que tuvo siete esposas y muchas concubinas, antes de su conversión, tuvo dos hijos llamados Mstislav, de acuerdo con la Crónica de Néstor. No está claro, por ejemplo, si Yaroslav I el Sabio era su hermano menor o mayor. Algunos historiadores como Simon Franklin y Jonathan Shepard hipotetizan que es idéntico a Sfengus.
Tenía alrededor de 10 años (c. 978) cuando su padre se bautizó a sí mismo y a su familia. En dicho evento, Mstislav recibió el nombre cristiano de Constantino, aludiendo al primero emperador bizantino, y fue enviado a gobernar Tmutarakáñ en el mar Negro. Ésta era una ciudad importante, que controlaba el estrecho de Kerch, entre el mar de Azov y el mar Negro. Estaba separada de otras partes de la Rus de Kiev por las estepas rusas. Bajo Mstislav, que fue el primer príncipe conocido de Tmutarakañ, la ciudad se desarrolló en un importante emporio por los comerciantes rusos y bizantinos.
Sus relaciones con el imperio fueron casi siempre cordiales. En 1016, sometió la última fortaleza crimea de los jázaros, liderada por Georgius Tzul. Esta campaña, conducida en conjunto con fuerzas bizantinas, ayudó a los griegos a reafirmar su control en Crimea. Mstislav demostró su destreza militar nuevamente en 1022, cuando sometió a los Kassogs, una de las tribus circasianas, matando a su líder Rededya en un combate singular (duelo). Tomó a la esposa de Rededyas y a sus dos hijos, dándoles a estos últimos los nombres eslavos Yuri y Román.
Dos años más tarde, en 1024 mientras Yaroslav I el Sabio estaba fuera de Kiev, Mstislav lideró a los jázaros y otros de sus súbditos hacia la capital del Rus de Kiev. Cuando los kievitas se negaron a dar su apoyo a la causa, redirigió su ejército hacia Chernigov, al noreste de Kiev. Yaroslav marchó sobre él con un ejército de varegos a las órdenes de Yakun, pero fue derrotado en la batalla de Listven, por Mstislav y los severianos. Incapaces ambos de imponerse, acordaron que el Rus de Kiev fuese dividido entre Mstislav y su hermano, dejando a Yaroslav gobernar los territorios occidentales, y Mstislav eligiendo Chernígov como su capital. En 1031 ambos hermanos se vieron envueltos en la campaña de Galitzia. Más tarde ese año, la flota de Mstislav, acompañada de los alanos, rodeó la armada de Shirvan cerca de Bakú y navegó el río Kurá, llegando a Armenia.
Luego de la súbita muerte de Mstislav en un accidente de caza (1036), su vasto reinó pasó a Yaroslav. En las palabras de la Crónica de Néstor, "su cuerpo fue depositado en la iglesia del Santo Salvador, según lo que él estableció, y sus paredes ya eran lo suficientemente altas para que un jinete montado pudiera llegar a lo alto con la mano extendida". Esta catedral permanece como el único monumento existente del reinado de Mstislav.
La esposa de Mstislav es conocida como María o Anastasia, y tuvieron un hijo, llamado Eustafio, quien murió antes de su padre. Algunos académicos han identificado a este príncipe con "un hijo del rey ruso" que se casó como la hermana de Canuto el Grande, Astrid (de acuerdo a los escolios de Adán de Bremen). Luego de su retorno de Rusia, Astrid estuvo casada por un breve tiempo con Roberto el Diablo.
A finales del siglo XVII, cuando el Libro de terciopelo fue compilado por la aristocracia rusa, los Lopujín, Ushakov, y muchas otras familias nombres, en busca de ilustres árboles genealógicos, afirmaron descender del supuesto hijo de Mstislav, Román, quien supuestamente estaba casado con la hija de Rededya. Esta fábula se ha repetido en numerosas compilaciones genealógicas de fechas posteriores. Otra versión afirma que Mstislav tuvo una hija, Tatyana, quien se casó con el hijo de Rededya, Román.